# Cassole
Die Cassole ist ein kleiner Fluss im Südosten Frankreichs, der im Département Var der Region Provence-Alpes-Côte d’Azur, östlich der Stadt Aix-en-Provence verläuft.

## Geographie

### Verlauf
Der Fluss entspringt an der Nordostflanke der Bergkette Bessillon, im östlichen Gemeindegebiet von Pontevès. Er entwässert im Oberlauf zunächst Richtung Nordost bis Ost, dreht bei Cotignac nach Süd bis Südost und mündet nach insgesamt rund 17 Kilometern im Gemeindegebiet von Carcès als linker Nebenfluss in den Argens.

### Orte am Fluss
(Reihenfolge in Fließrichtung)
- Le Muets, Gemeinde Cotignac
- Caseneuve, Gemeinde Cotignac
- Cotignac
- Les Oupaloux, Gemeinde Cotignac
- Carcès

## Sehenswürdigkeiten
Bei Cotignac, bildet der Fluss einen sehenswerten Wasserfall mit etwa 10 Metern Fallhöhe.